# Hampe Faustman
Erik "Hampe" Faustman, nato Erik Stellan Chatham (Stoccolma, 3 luglio 1919 – 26 agosto 1961), è stato un attore e regista svedese.

## Filmografia parziale

### Attore
- A rischio della vita (Med livet som insats), regia di Alf Sjöberg (1940)
- En kvinna ombord, regia di Gunnar Skoglund (1941)
- Il boia di Brandebold (Rid i natt!), regia di Gustaf Molander (1942)
- Excellensen, regia di Hasse Ekman (1944)
- Brott och straff, anche regista (1945)
- Medan porten var stängd, regia di Hasse Ekman (1946)
- La rapina perfetta (Det händer i natt), regia di Arne Ragneborn (1957)

### Regista
- Sonja (1943)
- Flickan och djävulen (1944)
- Brott och straff (1945)
- La sfida di Robin Hood (Harald Handfaste) (1946)
- Främmande hamn (1948)